# Landstraße
Landstraße ( [ˈlantˌʃtʀaːsə]) je 3. vídeňský městský obvod. Leží v blízkosti centra Vídně, součástí městského konglomerátu se stal v 19. století. Landstraße je hustě osídlené území s mnoha obytnými i průmyslovými stavbami. Žije zde 98 398 obyvatel na ploše 7.42 km² (tzn., že hustota osídlení je zde 13 300 obyvatel na km²)

## Dějiny

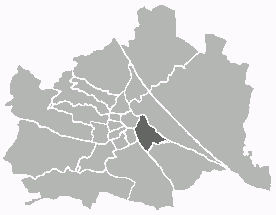
Poloha Landstraße na mapě Vídně

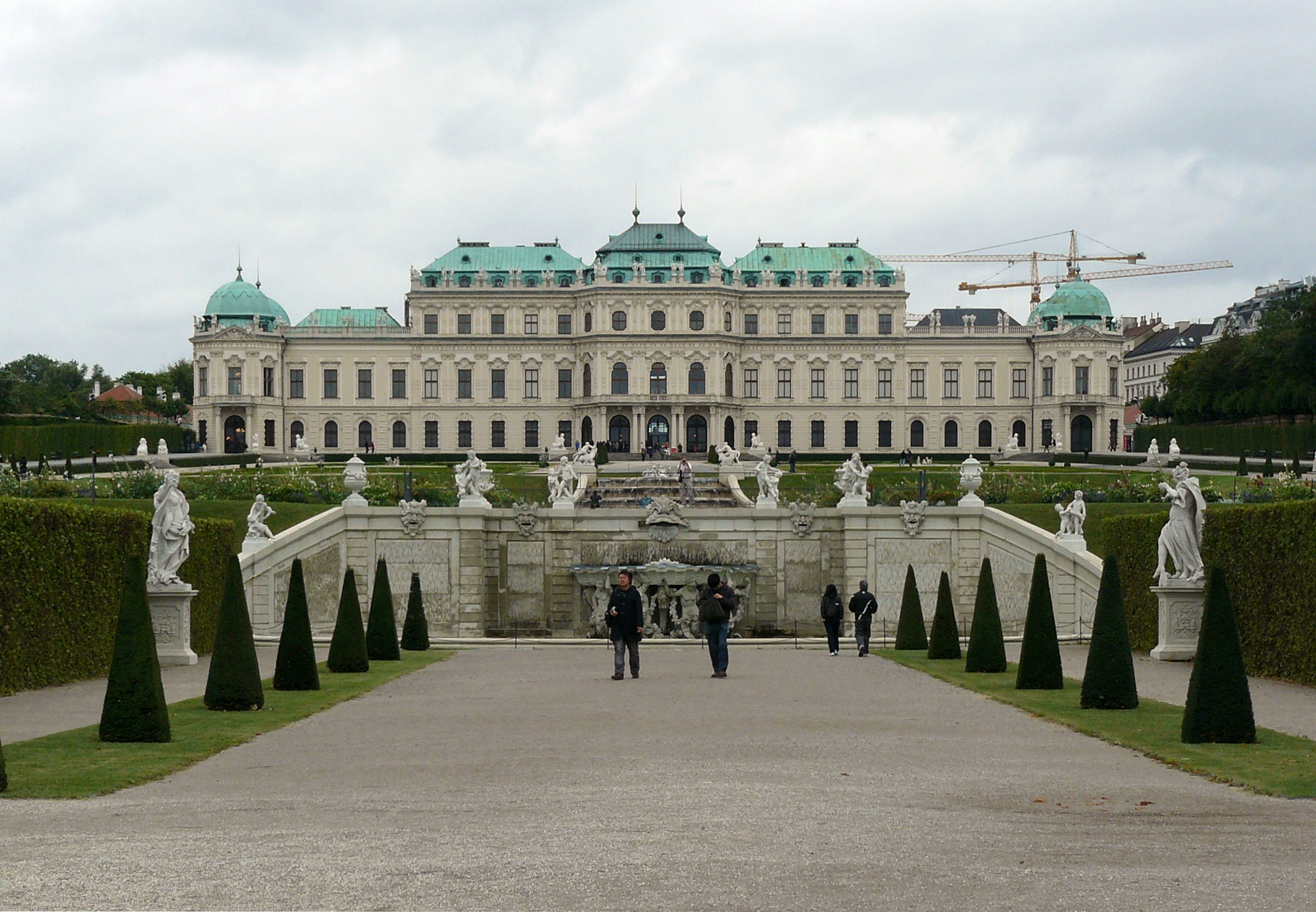
Palác Belvedere

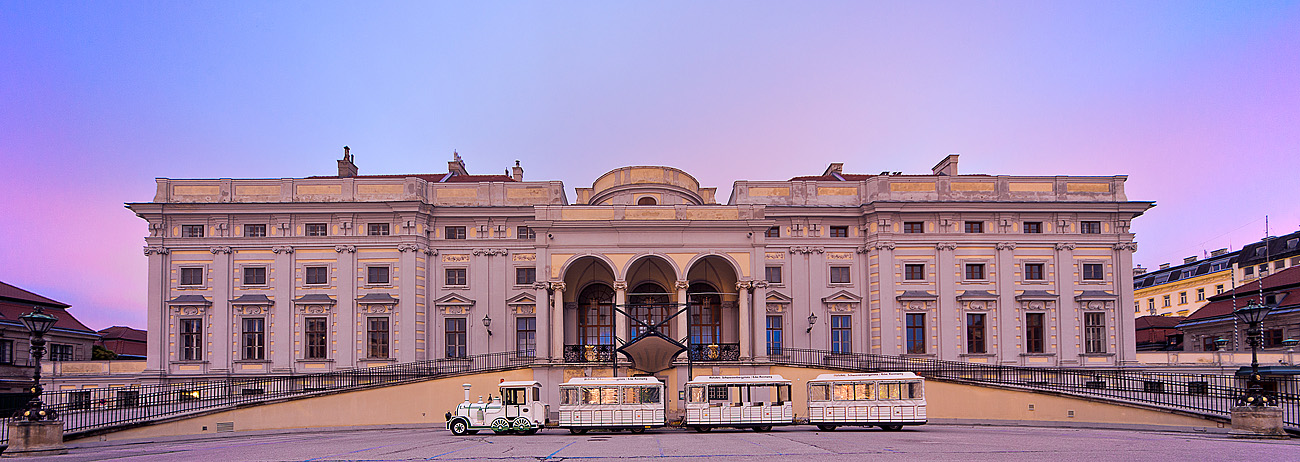
Schwarzenberský palác

Název Landstraße znamená "zemská cesta" a jako obec existuje asi od roku 1200 n. l. V roce 1192 zde byl po neúspěšné třetí křížové výpravě zajat anglický král Richard Lví srdce v sousedství Erdberge.
Nacházejí se zde významné historické objekty, jako například zámek Belvedere, z 18. století se zahradami, rezidence prince Evžena Savojského, kde dnes sídlí Rakouská galerie. Dalším zajímavým palácem je residence postavená ruským velvyslancem ve Vídni, hrabětem Razumovským. Na Schwarzenberském náměstí (Schwarzenbergplatz) se nachází Schwarzenberský palác a jezdecká socha generalissima císařské armády, Karla I. Filipa ze Schwarzenbergu.
K mladším architektonickým zajímavostem patří zejména slavný Hundertwasserhaus, bytový dům navržený ve “snovém stylu”, dílo architekta a malíře Friedensreicha Hundertwassera. Mezi muzea v Landstraße patří také KunstHausWien (rovněž dílo F. Hundertwassera) a Muzeum padělání.
Rakouský kancléř Metternich (1773–1859) jednou prohlásil, že "Balkán začíná na Rennwegu", což tehdy byla pouze ulice v Landstraße, vedoucí z Vídně směrem na východ.

## Geografie
Obvod Landstraße se nachází na jihovýchodě městského centra Vídně. Rozkládá se na ploše 7.42 km, což představuje 1.8 % rozlohy Vídně. Jako jeden z "vnitřních obvodů" Vídně má Landstraße poměrně mnoho zeleně. Jednu z přirozených hranic obvodu tvoří tok Dunaje, kde říční kanál Dunaje tvoří východní a Vídeňská řeka tvoří severozápadní hranici. Na jižní hranici Landstraße se pak nachází Laaer Berg.

## Kostely

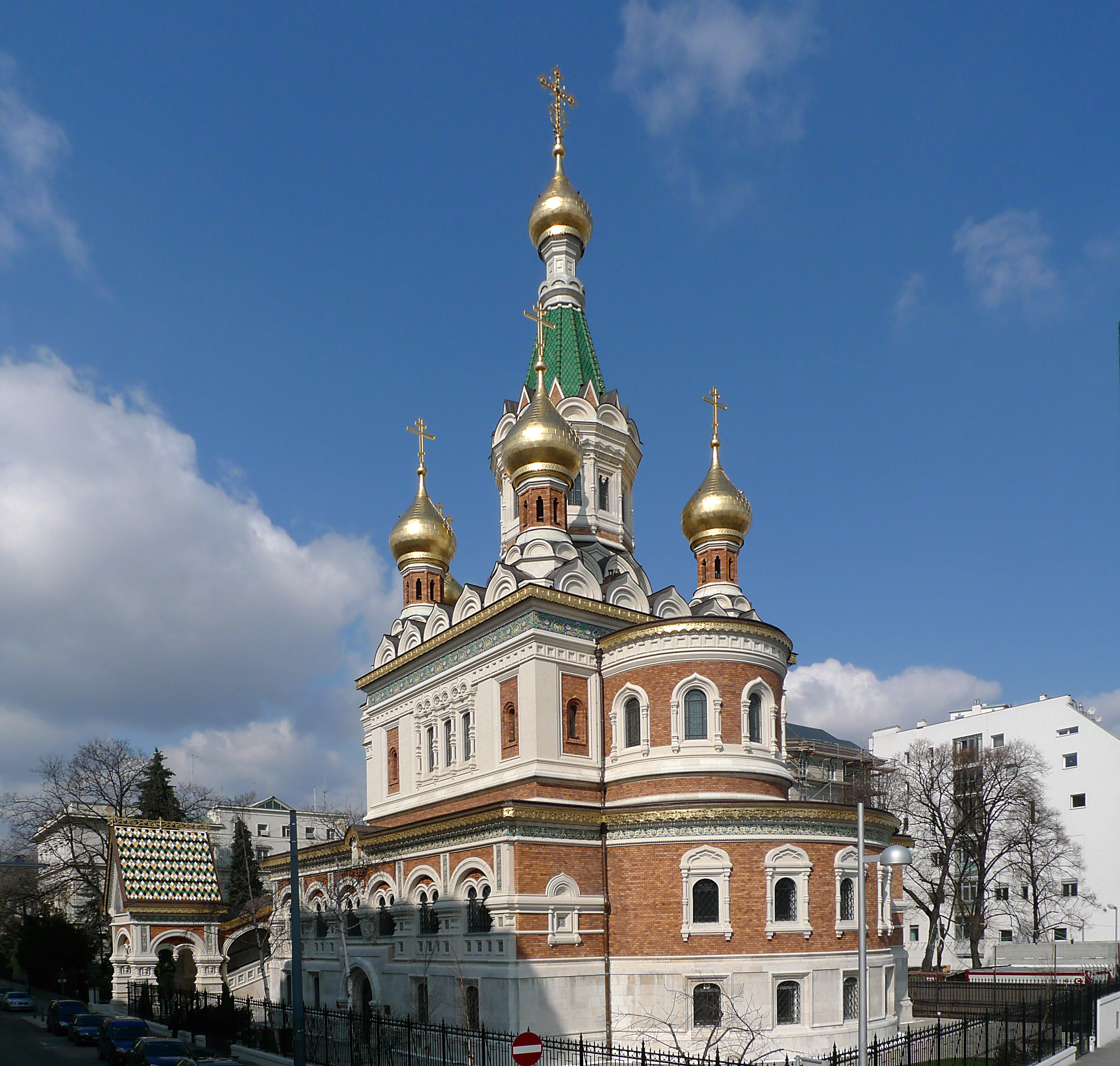
Ruský pravoslavný chrám sv. Miuláše ve Vídni

### Pravoslavné
- Ruský pravoslavný chrám sv. Mikuláše Divotvorce na Jaurèsgasse je sídlo ruské pravoslavné obce ve Vídni. Byl postaven roku 1899.
- Srbský pravoslavný chrám sv. Sávy se nachází v přízemí jednoho z obytných domů postaveného roku 1890.

- Ve dvoře jednoho domu na Kolonitzgasse se nachází Arménský apoštolský kostel sv. Ripsimy vysvěcený roku 1968. Budova chrámu není patrná z ulice, do její jurisdikce však spadají vedle eparchie rakouské, také Česká a Slovenská, Maďarská a Skandinávská.

### Protestantské
- V přízemí jednoho z obytných domů na Sebastianplatz se nachází také roku 1970 vysvěcený kostel sv. Pavla Evangelické církve augsburského vyznání.

### Katolické
- Kostel svaté Alžběty při klášteře a nemocnici sv. Alžběty

## Galerie

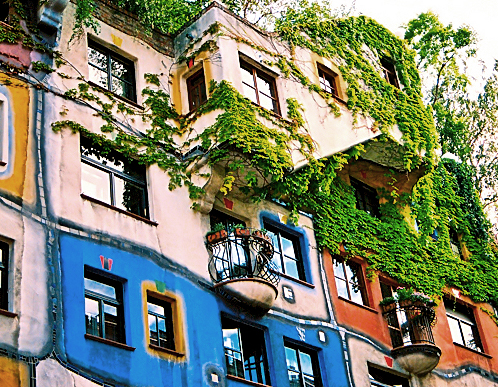
Hundertwasserhaus
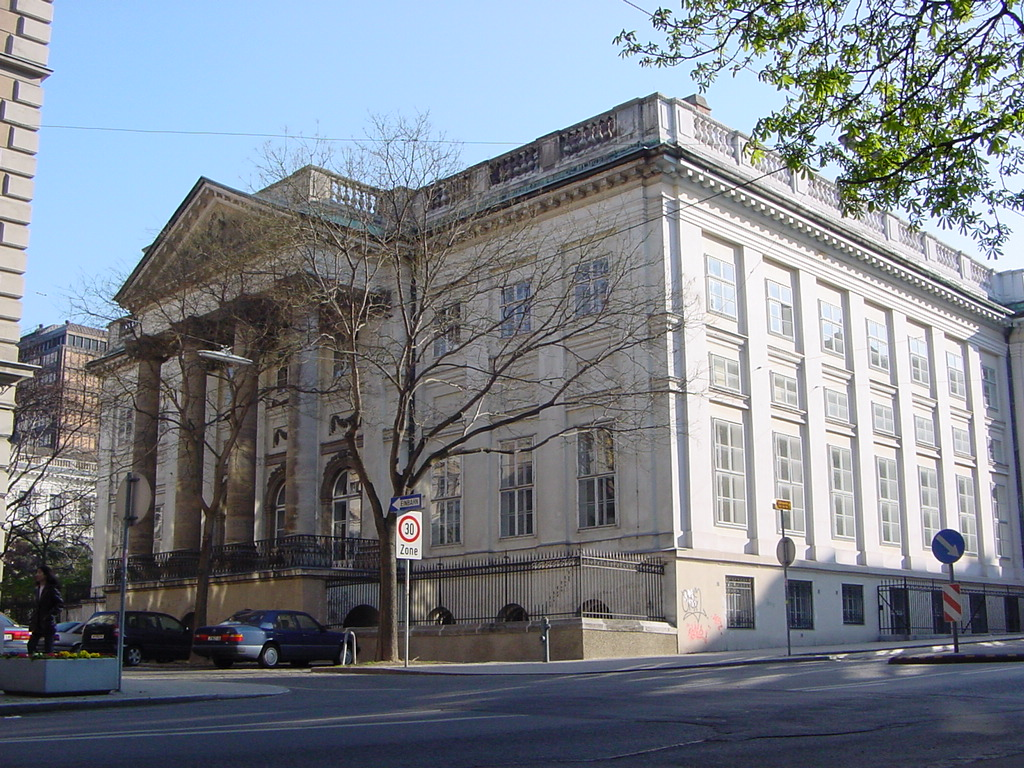
Palác Razumovského